# Burg Tecklenburg
Die Tecklenburg ist eine Burgruine und Veranstaltungsstätte der Freilichtspiele Tecklenburg in der gleichnamigen Stadt Tecklenburg im Kreis Steinfurt in Nordrhein-Westfalen (Deutschland). Sie war einst das Zentrum der Grafschaft Tecklenburg.

## Lage
Die Höhenburg liegt auf dem so genannten Burgberg in ungefähr 170 m ü. NN am Teutoburger Wald.

## Geschichte

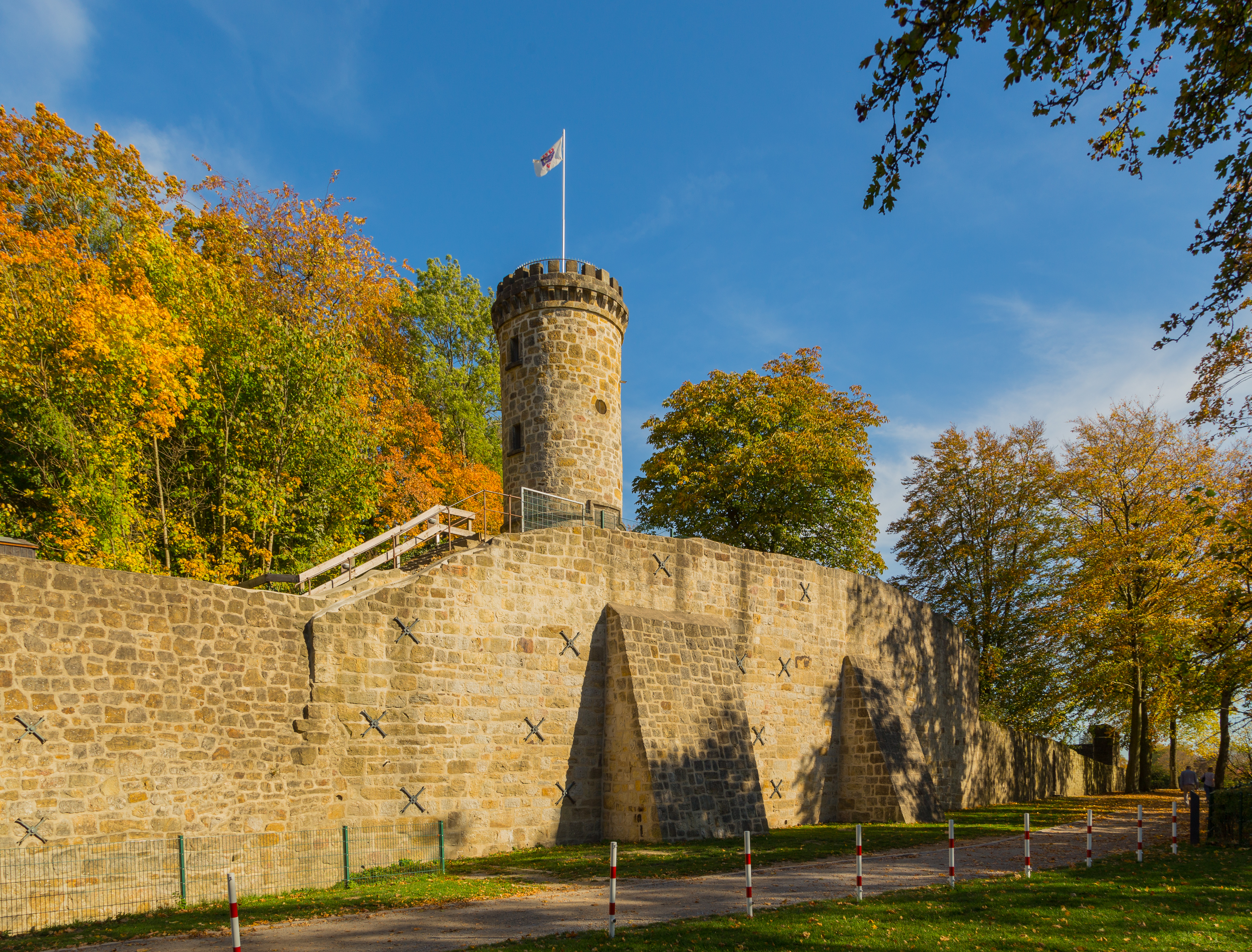

### Die Burg als Zollfestung
Die Burg wurde vermutlich um 1100 vom niederländischen Graf von Zütphen errichtet, um den wichtigen Handelsweg Lübeck-Bremen-Münster-Köln an dieser engen und gut einsehbaren Stelle zu kontrollieren und Zölle fordern zu können. Später wurden zur Sicherung an den Zuwegen nach Tecklenburg einige Adelshöfe als Vasallen zur Sicherung dieses Weges eingesetzt, wie z. B. Haus Marck, die Anwesen Kieseling, Horne, Meeseburg, Kronenburg, Hülshoff und Wondahl.
Die erste urkundliche Erwähnung der Anlage erfolgte 1184. Zu dieser Zeit soll die Tecklenburg die größte und mächtigste Höhenburganlage Norddeutschlands gewesen sein. 1168–1190 erwarb der Kölner Erzbischof Philipp die Grafschaft Tecklenburg von Graf Heinrich von Geldern und Graf Symon von Tecklenburg für die außergewöhnlich hohe Summe von 3.300 Mark. Graf Symon erhielt die Burg Tecklenburg als Lehen und übergab seine Allode für 50 Mark dem Erzstift Köln. Damit verbunden waren wohl die Vogteien über die Hochstifte Münster und Osnabrück, welche von nun an bei Köln lagen und damit die Grundlage des Anspruchs einer Herzogswürde für Westfalen durch die Erzbischöfe von Köln bildeten.
1226 verhängte der päpstliche Legat Konrad von Urach den Bann über die Burg und die Stadt Tecklenburg, weil Friedrich von Isenberg, der mutmaßliche Mörder des Kölner Erzbischofs Engelbert, sich 1225 in der Burg versteckt hatte. 1227 zog die Kölner Kirche die Burg Tecklenburg ein, da der Graf den Besitz der Burg wegen seiner Teilnahme an der Verschwörung gegen Engelbert nach Ansicht der Kölner verwirkt hatte; 1282 kam die Burg in den Pfandbesitz des Bischofs Konrad II. von Osnabrück.
Nach dem Aussterben der Grafen von Tecklenburg 1262 kam die Grafschaft an die Grafen von Bentheim. Zwischen 1328 und 1562 gehörte sie den Grafen von Schwerin. Diese konnte 1365 die Herrschaft Rheda erwerben. Sie verloren aber 1400 die nördlichen Teile der Grafschaft mit den Ämtern Cloppenburg, Friesoythe und Bevergern an das Hochstift Münster.
Im Jahre 1400 verlor Tecklenburg unter Graf Nikolaus II. den nördlichen Teil seiner Grafschaft in einem Konflikt mit dem Bistum Osnabrück. Dies, und dass der Handelsweg Bremen-Köln immer mehr über Osnabrück mit der jetzt ausgebauten Fernstraße geleitet wurde, verringerte die strategische Bedeutung der Tecklenburg.
Auch hatte sich die Waffentechnik inzwischen stark verändert, die veralteten Wehranlagen der Tecklenburg konnten nur sehr schleppend verbessert werden.

### Von der Wehrburg zum Schloss
Unter Graf Konrad wurde 1527 als erstes Gebiet Westfalens die Grafschaft Tecklenburg reformiert. 1538 schließlich trat Konrad dem Schmalkaldischen Bund bei, einem Militärbündnis protestantischer Fürsten und Städte. 1547 nahm Konrad an der Schlacht bei Mühlberg teil, bei denen die Protestanten den Katholiken unter Kaiser Karl V. unterlagen. Während dieser Konfliktphase wurde die Wehrhaftigkeit der Burg stark ausgebaut, da man stets mit Angriffen rechnete; so wurde eine Bastion im Nordosten der Burg errichtet. Von dort aus konnten bei Bedarf der südöstliche Burggraben, der Marktplatz, der Taleinschnitt im Norden und die nordwestliche Burgseite beschossen werden. Eine zweite Bastion wird vermutet, konnte bis jetzt jedoch nicht belegt werden.
Die städtische Bebauung an der Ibbenbürener Straße wurde niedergerissen, sie stand im Schussfeld nach Norden hin. Über die Ausmaße des großflächigen Stadtabrisses ist man sich uneins, teilweise geht man davon aus, dass die Stadt Tecklenburg zeitweise nicht mehr existiert hat, da die Bebauung nördlich der Burg mit der Ibbenbürener Straße und dem Marktplatz quasi die gesamte Stadt ausmachte. Auch verlieren sich kirchenhistorische Quellen über Tecklenburg während dieser Zeit.
Als sich in der zweiten Hälfte des 16. Jahrhunderts die militärische Lage wieder entspannte und ein vorläufiger Friede einkehrte, konnte die Stadt neu errichtet werden.
Auch die Burg erfuhr unter Gräfin Anna, der Tochter Graf Konrads zahlreiche bauliche Veränderungen. Diese dienten im Wesentlichen dazu, den Wohnkomfort der Tecklenburg zu verbessern und sie zu einem würdigen Residenzschloss auszubauen. So wurden nach außen hin die Fenster vergrößert und ein neuer Zugangsweg, die heutige Schloßstraße wurde aufgeschüttet, um den neuen nordöstlichen Eingang Burg, zu erreichen. Dies alles ließ die Tecklenburg viel von ihrer Wehrhaftigkeit einbüßen, auch wurde durch den Damm der Schloßstraße ein Großteil der Bastion verschüttet. Im Laufe der Zeit geriet die Bastion in Vergessenheit und wurde erst 1944 zufällig wiederentdeckt, als man beim Graben eines Luftschutzbunkers auf einen großen Hohlraum stieß. Es stellte sich heraus, dass es sich dabei um das Gewölbe der Bastion handelte. Im 17. Jahrhundert wurde am neuen Eingang unter Graf Mauritz das Mauritztor errichtet. Das Erdgeschoss und Teile des ersten Geschosses des Tores mit seinem reich gestalteten Wappenfries sind heute noch vorhanden.

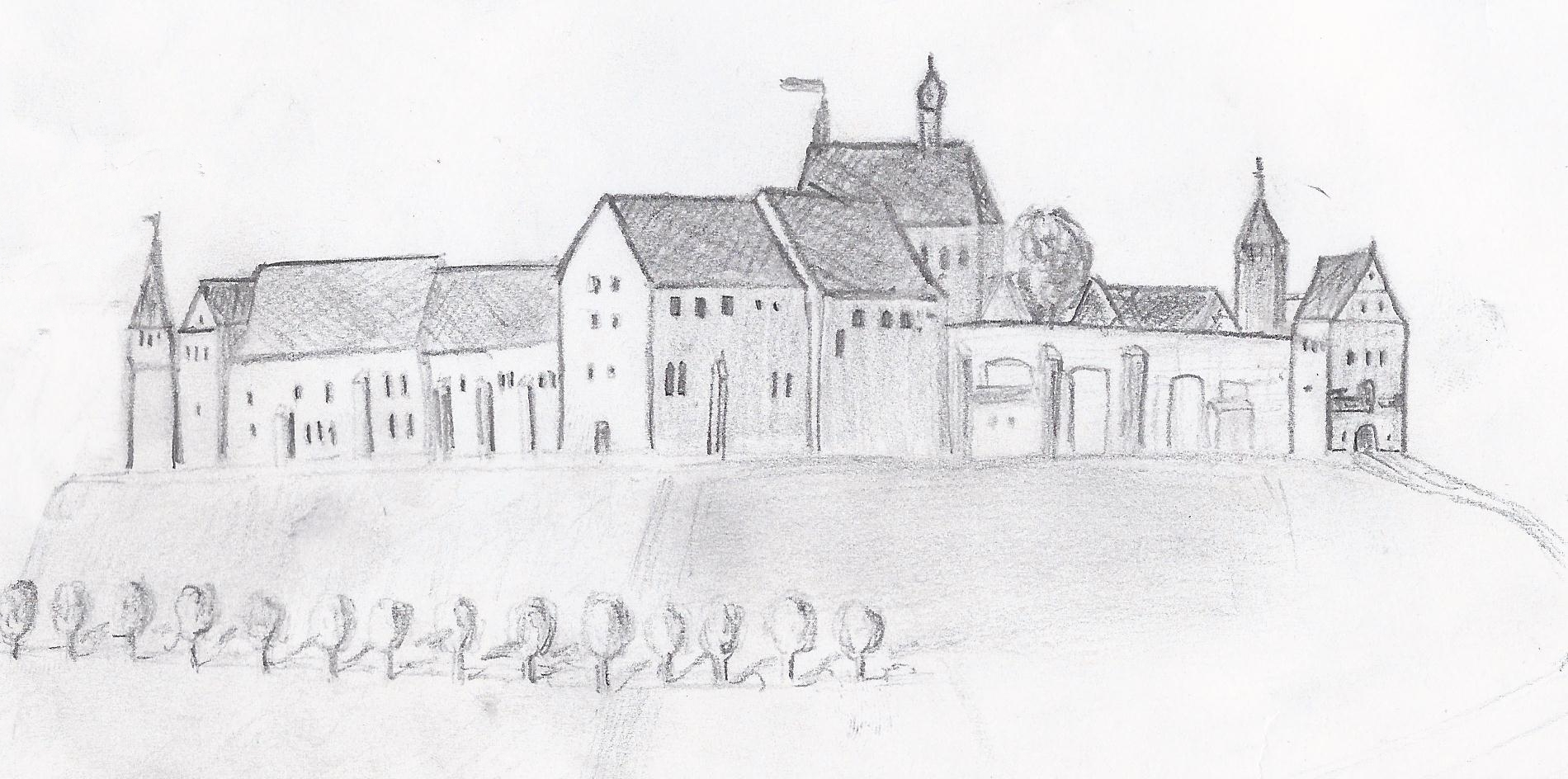
Schloss im 17ten Jahrhundert vom Kahlen Berg aus gesehen, frei nach dem Solmser Stich

Unter Umgehung der Erbansprüche des Hauses Solms-Braunfels kam die Grafschaft Tecklenburg 1557 an Arnold II.(IV.) zu Bentheim-Tecklenburg. Dessen Sohn Adolf gründete 1606 eine besondere Linie Tecklenburg. Im Jahr 1588 führten die Grafen die reformierte Konfession ein. Als Folge eines Urteils des Reichskammergerichts fiel die Grafschaft Tecklenburg 1696 an das Haus Solms. Graf Wilhelm Moritz von Solms-Braunfels verkaufte Tecklenburg 1707 an Preußen. Im Berliner Vergleich verzichtete das Grafenhaus Bentheim-Tecklenburg 1729 gegenüber Preußen auf alle Ansprüche.

### Unter Preußen
Mit dem Verkauf an Preußen 1707 verlor Tecklenburg endgültig seine Unabhängigkeit und Souveränität. Zu dieser Zeit befand sich die Tecklenburg in einem äußerst schlechten baulichem Zustand. Von  Preußen wurden viele Versuche unternommen, die Tecklenburg zu einer wehrhaften Festung auszubauen, zahlreiche Mauerreste der Verteidigungsanlagen zeugen bis heute davon. Schließlich wurden die Versuche aufgegeben und die Tecklenburg wurde geschleift, ab 1744 wurde die Burg als Steinbruch freigegeben und verfiel so allmählich zur Ruine. Fragmente der Burg sind um ganz Tecklenburg verstreut verbaut. So stammt der aufwändige Renaissance-Kamin des Tecklenburger Hotels Drei Kronen aus der Burg, ebenso das Dekor der Brückenpfeiler von Haus Marck, auch das unmittelbar vor dem Mauritztor gelegene Tecklenburger Gefängnis und das benachbarte Amts- und Landesgericht wurden bis 1819 aus Steinen der Burg errichtet.
Ab der zweiten Hälfte des 19. Jahrhunderts besann man sich erstmals auf die Prinzipien des Denkmalschutzes, ließ den stetigen Abriss stoppen und versuchte, die bestehenden Überreste zu konservieren. 1884 wurde auf dem Wall, der den Vorhof von der Hauptburg trennte, der Wierturm im Andenken an den Hofarzt Johann Weyer errichtet, der zusammen mit Gräfin Anna gegen die Hexenverbrennung kämpfte. Ende des 19. Jahrhunderts gab es Pläne, auf der Burganlage ein großes Luftkurhotel zu errichten, die allerdings wieder verworfen wurden. Am 7. August 1907 wurde auf dem zweiten Burghof in Anwesenheit von Kaiser Wilhelm II. die feierliche Zeremonie zum Jubiläum der 200-jährigen Zugehörigkeit Tecklenburgs zu Preußen begangen.

### Die Tecklenburg als Freilichtbühne
Ab 1927 wurden auf dem ersten Burghof der Tecklenburg Schauspiele aufgeführt. Seit 1949 ist die Tecklenburg, deren Burghof inzwischen 2300 Sitzplätze umfasst und deren Bühnentechnik professionelle Musicalaufführungen ermöglicht, Spielstätte der Freilichtspiele Tecklenburg (zur genaueren Geschichte des Theaters auf der Burg, siehe dort).

## Beschreibung
Die Anlage besitzt zwei Burghöfe, einen Vorhof und eine Hauptburg. Ein Graben und ein Wall trennen diese beiden Höfe voneinander. Teile des Walls und des Grabens sind erhalten geblieben.
Der Wall war bekrönt vom fünfeckigen sogenannten Hakenturm oder auch „Schiffsturm“, dem höchsten Turm der Burg. Heute ist nur noch das Fundament bis auf Höhe der Wallkrone erhalten. Auf den ersten Burghof führt das Mauritztor. Der zweite Burghof war von drei Seiten von Gebäuden umschlossen, es stehen davon lediglich Fragmente der Grundmauern. Eine Ausnahme ist das sog. Krönchen, ein größerer Überrest eines Raumes. Der Legende nach soll sich in diesem Raum die Schlosskapelle befunden haben, dies ist jedoch nicht belegbar, genauso wenig, ob es überhaupt eine Burgkapelle gegeben hat. Angesichts der Größe und Bedeutung der Burg ist das jedoch durchaus wahrscheinlich.
Die genaue Baugeschichte und das einstige Aussehen der Burg sind bis heute nicht vollständig geklärt.
Die bekannteste Abbildung der intakten Tecklenburg stellt der Solmser Stich aus dem 17. Jahrhundert dar.
Der Wierturm ist ein rund gemauerter Aussichtsturm, der einen guten Blick auf Tecklenburg und das Münsterland bietet. Der Schlüssel für den Turm ist gegen Pfand in der Touristeninformation „Haus des Gastes“ am Marktplatz erhältlich.

## Bilder

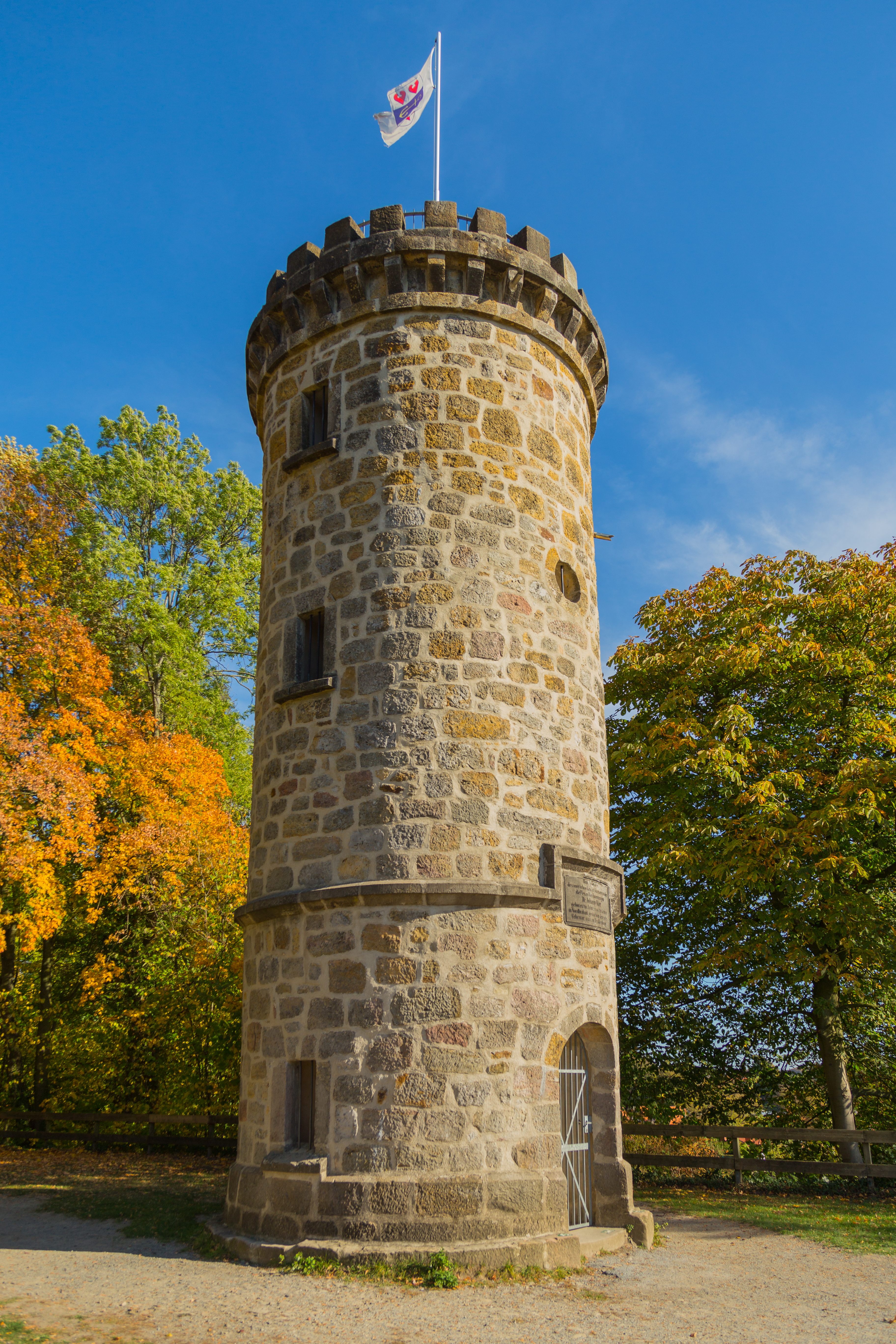
Wierturm auf der Tecklenburg
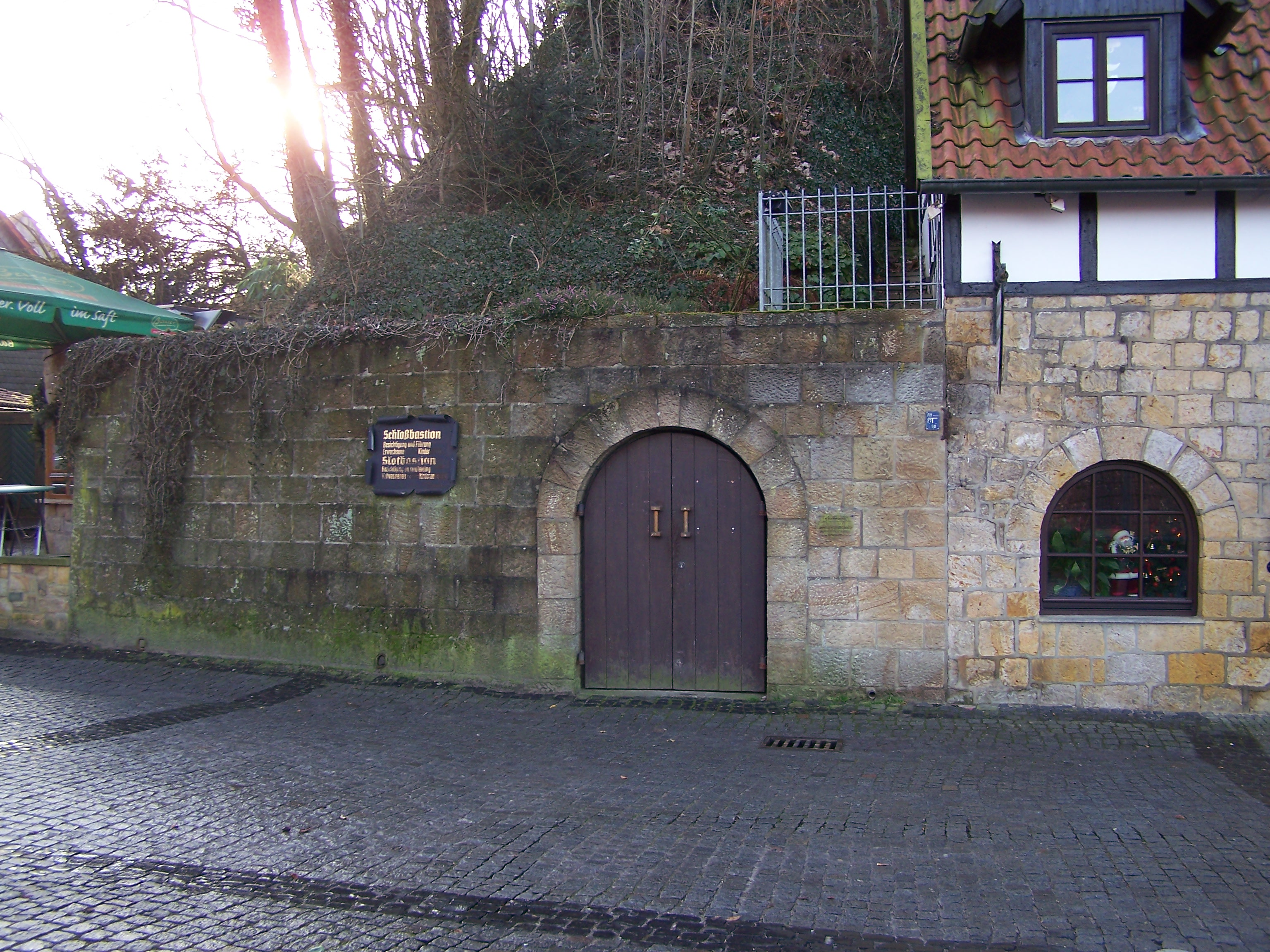
Der 1944 geschaffene Eingang zur Bastion
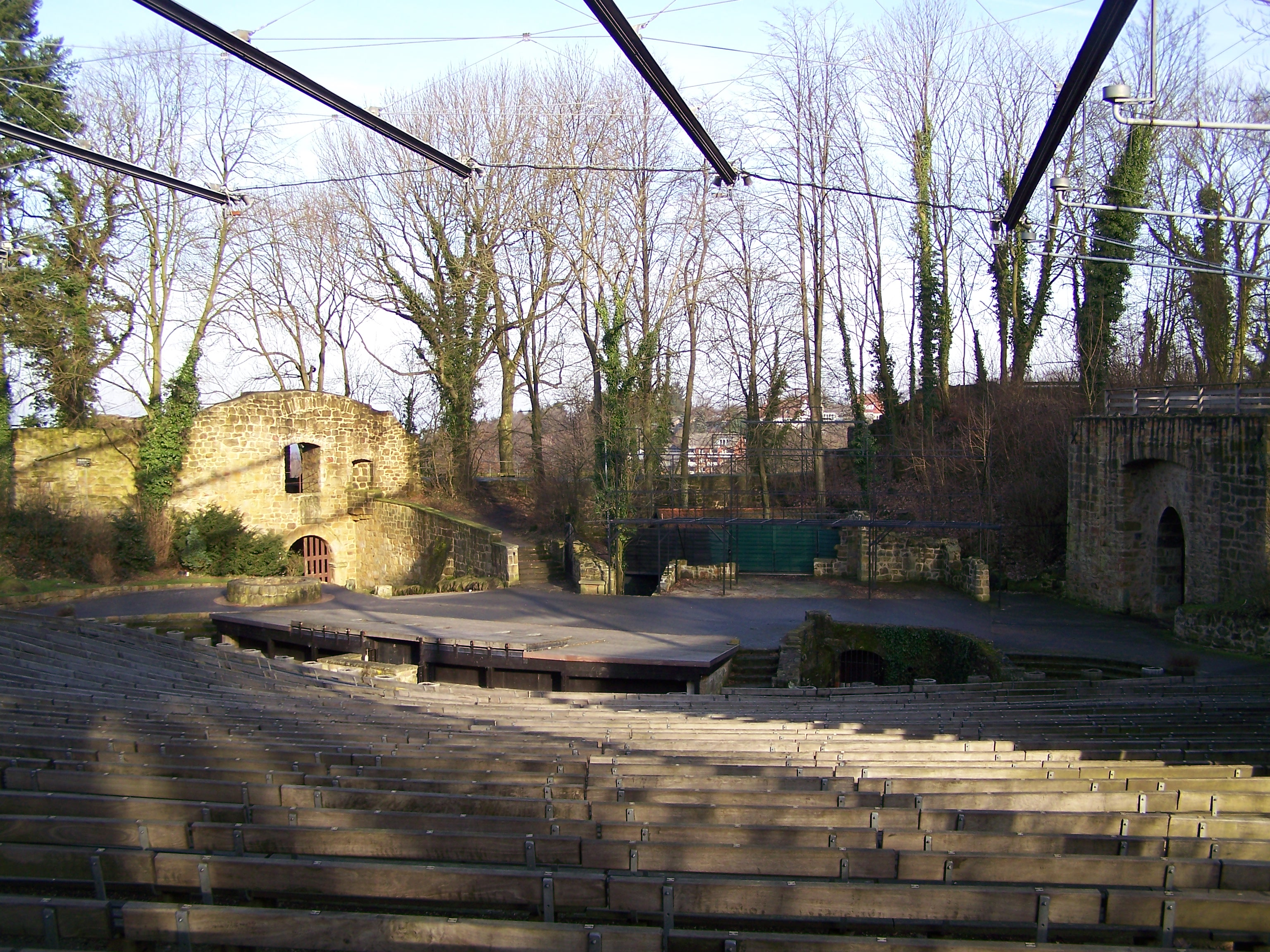
Freilichtbühne Tecklenburg, mit Mauritztor und Burgbrunnen.
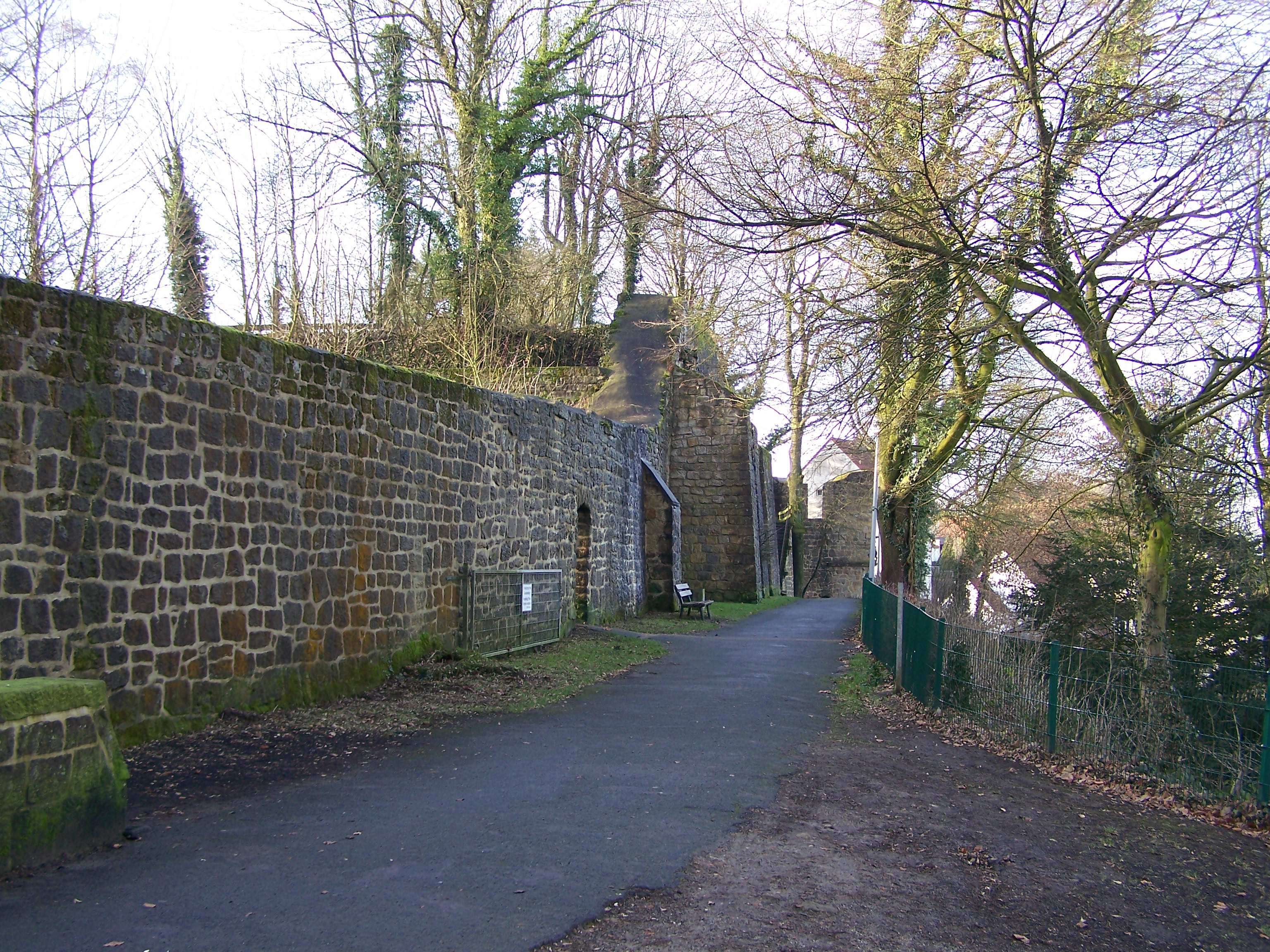
Reste der Burgmauer
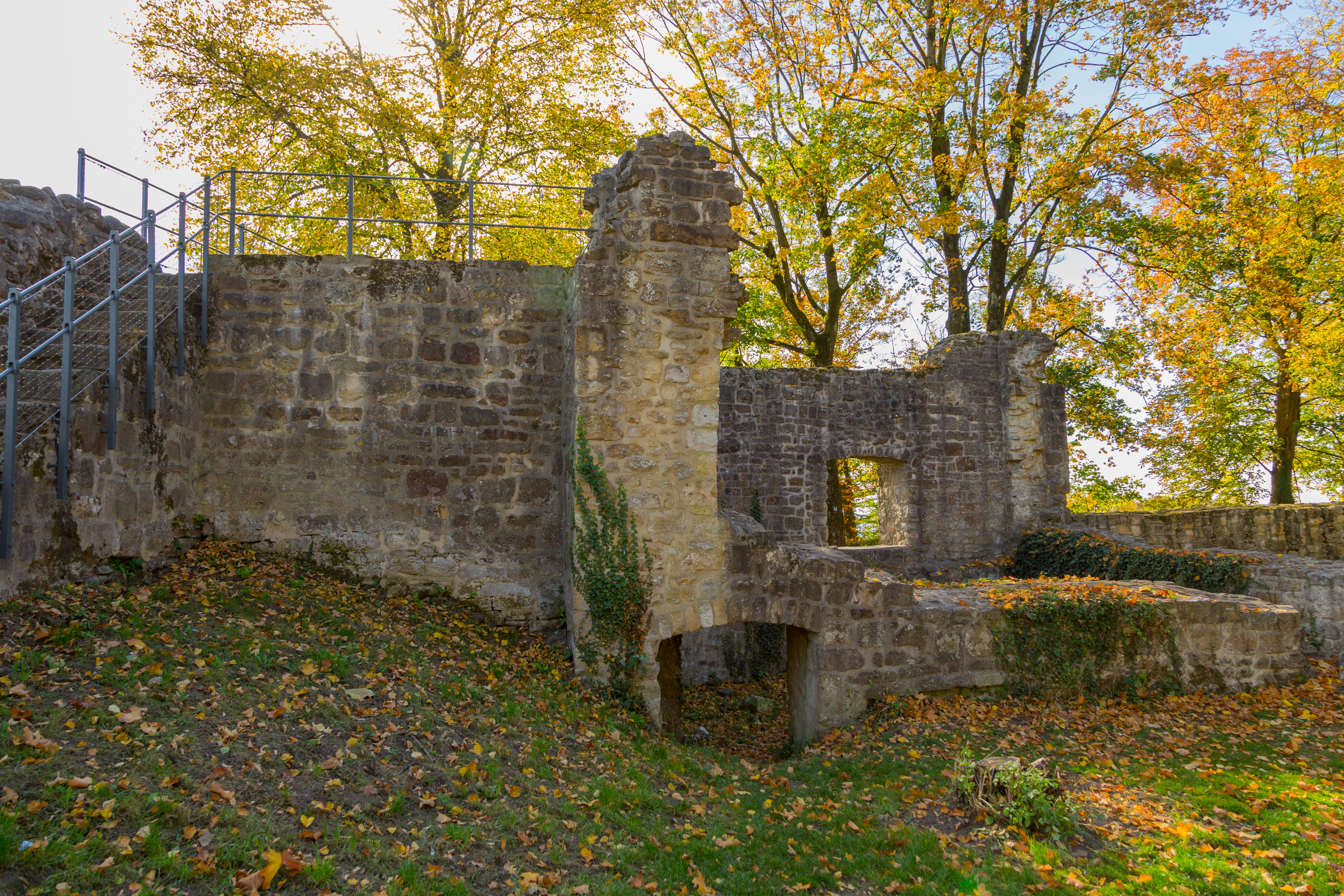
Das sogenannte Krönchen auf der vermutlich alten Burgkapelle